# CwRsync
cwRsync — пакет, состоящий из графической оболочки (начиная с версии 5), утилиты Rsync и библиотеки Cygwin. Пакет cwRsync позволяет организовать удалённое резервное копирование и синхронизацию файлов между серверами Windows. Также с помощью cwRsync можно осуществлять резервное копирование файлов Unix-сервера на сервер Windows и наоборот.
Конфигурирование Rsync под Windows в пакете cwRsync отличается от Unix только указанием путей к каталогам для синхронизации: пути Windows-стиля Диск:\путь преобразуются (по правилам cygwin) в /cygdrive/диск/путь/, например, c:\windows нужно указывать как /cygdrive/c/windows.

## Лицензия
Ранее cwRsync представлял собой набор консольных программ, объединённых в единый инсталляционный пакет, который в том числе устанавливал сервер rsync системной службой. Поскольку все программы распространялись под лицензией GNU General Public License, пакет в целом лицензировался так же. С 2012 года в клиенте cwRsync появилась графическая программа конфигурации (используется для запуска консольного rsync), и новые версии пакета стали выпускаться частично под коммерческой лицензией:
- программа установки и настройки cwRsync — лицензия «Itefix EULA»
- rsync, Cygwin, OpenSSH, OpenSSL и программы GNU — лицензия GNU GPL

Поэтому, если необходимо использовать достаточно свежую версию rsync и нет желания платить за лицензию, придётся самостоятельно установить rsync, ssh и openssl из пакета cygwin.